# Alfonso Fernández Mañueco

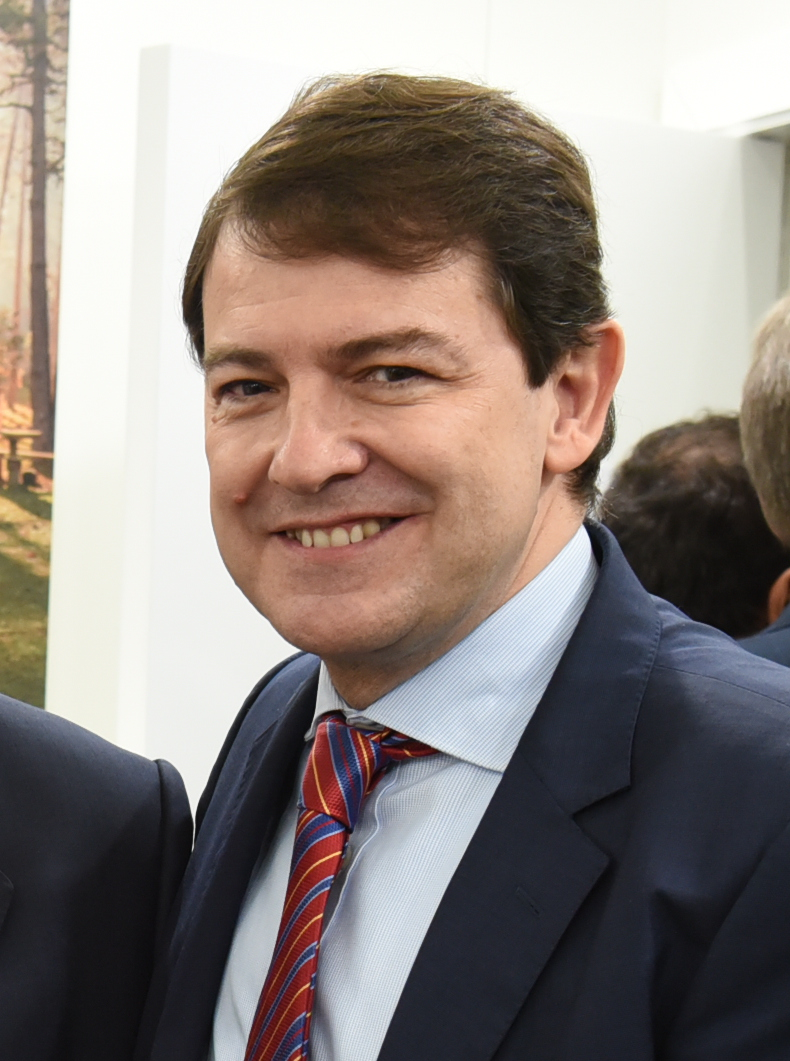

Alfonso Fernández Mañueco (* 29. April 1965 in Salamanca) ist ein spanischer Politiker, der seit 2019 Präsident der Junta von Kastilien und León ist. Seit 2017 ist er auch Vorsitzender der Partido Popular (PP) von Kastilien und León. Er war zwischen 2011 und 2018 Bürgermeister von Salamanca.

## Leben
Er studierte Rechtswissenschaften an der Universität von Salamanca und arbeitete zwei Jahre als Praktikant in einer Anwaltskanzlei. Er wurde 1995 in den Gemeinderat von Salamanca gewählt, wurde auch Mitglied der Provinzdeputation und war von 1996 bis 2001 deren Präsident. Anschließend wechselte er in die Regionalregierung und war in den Kabinetten unter dem Vorsitz von Juan Vicente Herrera Regionalminister für Präsidentschaft und Inneres und Justiz. Nach den kastilisch-leonischen Regionalwahlen 2003 wurde er auch Mitglied der Cortes de Castilla y León.
Fernández Mañueco wurde am 11. Juni 2011 nach den Kommunalwahlen 2011 als Bürgermeister von Salamanca vereidigt. Sein Vater Marcelo Fernández Nieto bekleidete zwischen 1969 und 1971 ebenfalls dieses Amt.
Im April 2017 löste er Juan Vicente Herrera als Präsident der Volkspartei von Kastilien und León ab.
Er hat am 12. Dezember 2018 effektiv auf das Amt des Bürgermeisters verzichtet, um sich auf seine Bewerbung als potenzieller Herausforderer von PP um die Präsidentschaft der Regierung von Kastilien und León bei den Regionalwahlen im Mai 2019 zu konzentrieren. Bei den Regionalwahlen erhielt die PP 29 von 81 Sitzen. Nach einem Koalitionsvertrag mit den bürgerlichen Ciudadanos wurde Fernández Mañueco mit der Unterstützung von 41 der 81 Mitglieder der Cortes zum Präsidenten der Junta von Kastilien und León gewählt.

## Nachweise
1. ↑  https://www.elnortedecastilla.es/castillayleon/201703/09/manueco-presentara-candidatura-presidencia-20170309190557.html
2. ↑  https://www.abc.es/espana/castilla-leon/abci-manueco-investido-presidente-junta-castilla-y-leon-201907092022_video.html

| Personendaten    | Personendaten                                                    |
| ---------------- | ---------------------------------------------------------------- |
| NAME             | Fernández Mañueco, Alfonso                                       |
| KURZBESCHREIBUNG | spanischer Politiker, Präsident der Junta von Kastilien und León |
| GEBURTSDATUM     | 29. April 1965                                                   |
| GEBURTSORT       | Salamanca                                                        |